# Tépe (Hongrie)
Pour les articles homonymes, voir Tepe.
Tépe est un village et une commune du comitat de Hajdú-Bihar en Hongrie.